# Federal Correctional Institution, Mendota
Federal Correctional Institution, Mendota (FCI Mendota) är ett federalt fängelse för manliga intagna och är belägen i Fresno County i Kalifornien i USA, strax sydväst om staden Mendota. Fängelset förvarar intagna som är klassificerade för säkerhetsnivåerna "medel" och "öppen anstalt". Den förvarade totalt 1 439 intagna för november 2022.

## Historik
Fängelset var redan i startgroparna att byggas i februari 2005 och stå klar tre år senare men det federala fängelsemyndigheten Federal Bureau of Prisons fick svårigheter att få loss finansiella medel till bygget. I mars 2010 fick den demokratiske politikern Jim Costa i USA:s representanthus rycka ut och övertyga sina kollegor i Washington, D.C. att skjuta till de finansiella medel som krävdes för att få klart fängelset. I januari 2012 invigdes den till slut och byggkostnaden landade på 250 miljoner amerikanska dollar.